# Aphis gallowayi
Aphis gallowayi är en insektsart. Aphis gallowayi ingår i släktet Aphis och familjen långrörsbladlöss. Inga underarter finns listade i Catalogue of Life.